# Phanerophlebiopsis neopodophylla
Phanerophlebiopsis neopodophylla là một loài thực vật có mạch trong họ Dryopteridaceae. Loài này được (Ching) Ching ex Y.T. Xie miêu tả khoa học đầu tiên năm 1990.